# Sinonimia

Elementi dell'espressione (insieme X) ed elementi del contenuto (insieme Y): "1" e "2" sono sinonimi del contenuto "a"; "3" è ambiguo, perché rinvia non ad uno solo, ma a due elementi dell'insieme Y dei contenuti.

In semantica, la sinonimia (dal greco synōnymía, "comunanza di nome") indica la relazione che intercorre fra due lessemi, detti "sinonimi", che hanno lo stesso significato (ossia che sono scomponibili negli stessi semi). È dunque la relazione opposta all'antonimia.

## Generalità
Il riconoscimento di sinonimi può essere guidato dal criterio della sostituibilità, ma la sostituibilità assoluta di due parole raramente è realizzabile. Da un punto di vista denotativo il referente può anche essere lo stesso, ma dal punto di vista connotativo c'è quasi sempre una variazione di significato, come nel caso dei termini italiani babbo, papà, padre, che appartengono a diversi registri e in certi contesti non sono intercambiabili (Santo Padre, a babbo morto).
Alcuni sinonimi (come gli stessi babbo e papà, ma anche acquaio e lavandino) sono geosinonimi, cioè sinonimi riferibili a diverse varietà regionali di lingua.
La sinonimia può dipendere dal cotesto (come nel caso dell'utilizzo delle preposizioni tra o fra per evitare sintagmi come tra tre ore o fra fratelli), ma più spesso dipende da cotesto e contesto insieme (come nel caso di la Vecchia Signora, che è sinonimo di Juventus solo in certi testi, particolarmente di giornalismo sportivo, per metonimia).
Tanto in lessicografia quanto in genere nella didattica si fa uso di parafrasi sinonimiche.

## La sinonimia come figura retorica
La sinonimia è anche una figura retorica di ripetizione che consiste nell'esprimere una stessa idea con più parole di senso affine, che possono essere sinonimi veri e propri oppure tropi.